# August Johansson i Trollhättan
August Ludvig Johansson (i riksdagen kallad Johansson i Trollhättan), född 20 april 1875 i Väne-Åsaka församling, död 23 april 1941 i Trollhättan, var en svensk handelsman och socialdemokratisk politiker. 
Johansson var riksdagsledamot i andra kammaren från 1915, invald i Älvsborgs läns mellersta valkrets. I riksdagen skrev han åtta egna motioner om understöd och pensioner till enskilda individer samt om löner och personalbostäder vid statens vattenfallsverk.